# 武装親衛隊の編成
武装親衛隊の編成の一覧をここに示す。

## 軍
- 第6SS装甲軍
- 第11SS装甲軍

## 軍団
- 第1SS装甲軍団
- 第2SS装甲軍団
- 第3SS装甲軍団
- 第4SS装甲軍団
- 第5SS山岳軍団
- 第6SS軍団
- 第9SSアルプス軍団
- 第10SS軍団
- 第11SS装甲軍団
- 第12SS軍団
- 第13SS軍団
- 第15SSコサック騎兵軍団
- 第16SS軍団
- 第17SS軍団

## 師団
- 第1SS装甲師団 ライプシュタンダルテ・SS・アドルフ・ヒトラー
- 第2SS装甲師団 ダス・ライヒ
- 第3SS装甲師団 トーテンコプフ
- 第4SS警察装甲擲弾兵師団
- 第5SS装甲師団 ヴィーキング
- 第6SS山岳師団 ノルト
- 第7SS義勇山岳師団 プリンツ・オイゲン
- 第8SS騎兵師団 フロリアン・ガイエル
- 第9SS装甲師団 ホーエンシュタウフェン
- 第10SS装甲師団 フルンツベルク
- 第11SS義勇装甲擲弾兵師団 ノルトラント
- 第12SS装甲師団 ヒトラーユーゲント
- 第13SS武装山岳師団 ハンジャ（クロアチア第1）
- 第14SS武装擲弾兵師団 （ウクライナ第1）
- 第15SS武装擲弾兵師団 （ラトビア第1）
- 第16SS装甲擲弾兵師団 ライヒスフューラー・SS
- 第17SS装甲擲弾兵師団 ゲッツ・フォン・ベルリヒンゲン
- 第18SS義勇装甲擲弾兵師団 ホルスト・ヴェッセル
- 第19SS武装擲弾兵師団 （ラトビア第2）
- 第20SS武装擲弾兵師団 （エストニア第1）
- 第21SS武装山岳師団 スカンデルベク（アルバニア第1）
- 第22SS義勇騎兵師団
- 第23SS武装山岳師団 カマ（クロアチア第2）
  - 1944年末師団番号移行：第23SS義勇装甲擲弾兵師団 ネーデルラント（オランダ第1）
- 第24SS武装山岳猟兵師団
- 第25SS武装擲弾兵師団 フニャディ（ハンガリー第1）
- 第26SS武装擲弾兵師団 （ハンガリー第2）
- 第27SS義勇擲弾兵師団 ランゲマルク（フラマン第1）
- 第28SS義勇擲弾兵師団 ヴァロニェン（ワロン第1）
- 第29SS武装擲弾兵師団 （ロシア第1）
  - 1945年4月師団番号移行： 第29SS武装擲弾兵師団 （イタリア第1）
- 第30SS武装擲弾兵師団 （ロシア第2）
  - 第30SS武装擲弾兵師団 （白ロシア第1）
- 第31SS義勇擲弾兵師団
- 第32SS義勇擲弾兵師団 1月30日
- 第33SS武装騎兵師団 （ハンガリー第3）
  - 1945年師団番号移行： 第33SS武装擲弾兵師団 シャルルマーニュ（フランス第1）
- 第34SS義勇擲弾兵師団 ラントシュトーム・ネーデルラント（オランダ第2）
- 第35SS警察擲弾兵師団
- 第36SS武装擲弾兵師団
- 第37SS義勇騎兵師団 リュッツォウ
- 第38SS擲弾兵師団 ニーベルンゲン

- ケンプフ装甲師団
- シュヴェット師団
- 第1SSコサック騎兵師団
- 第2SSコサック騎兵師団

## 旅団
- 第150装甲旅団
- カミンスキー旅団
- フランスSS突撃旅団

## 連隊
- 第23SS装甲擲弾兵連隊 ノルゲ
- 第24SS装甲擲弾兵連隊 ダンマルク

## 大隊
- 第500SS降下猟兵大隊
- 第600SS降下猟兵大隊
- 第101SS重戦車大隊
- 第102SS重戦車大隊
- 第103SS重戦車大隊
- 武装SSフィンランド義勇大隊
- SS装甲擲弾兵大隊 ナルヴァ
- デンマーク義勇軍
- 義勇部隊ノルヴェーゲン
- 第11SS装甲偵察大隊
- 第502SS猟兵大隊
- SSスキー猟兵大隊 ノルゲ
- フランスSS突撃大隊

## その他
- モーンケ戦闘団
- SSフリーデンタール駆逐戦隊
- アゼルバイジャンSS義勇部隊
- イギリス自由軍団
- 青師団
- 自由インド兵団
- ラトヴィア人部隊
- タタール兵団